# Arthur Rackwitz
Arthur Rackwitz (* 4. August 1895 in Landsberg an der Warthe; † 16. August 1980 in Berlin-Frohnau) war ein deutscher evangelischer Pfarrer, antifaschistischer Redner und Publizist, Helfer von NS-Verfolgten, Häftling im KZ Dachau, Mitglied der Bekennenden Kirche (BK) und des Bundes religiöser Sozialisten (BRS).

## Leben
Rackwitz entstammte einer pommerschen Theologenfamilie. Sein Vater gehörte zu den freigeistigen Vertretern seiner Zunft. Nach dem Besuch der Volksschule und dem erfolgreichen Abschluss des Gymnasiums 1913 studierte er in Berlin Evangelische Theologie – bereits mit tieferem Interesse erfüllt für die Lösung der sozialen Frage, die in sozialdemokratischen Kreisen diskutiert wurde. Weil die Mutter inzwischen verwitwet war, finanzierte er seine Studienzeit selber, indem er am Pädagogium des Spandauer Johannesstiftes unterrichtete. Dazu spielte er die Orgel an der dazugehörigen Stiftskirche. Am Beginn des Ersten Weltkrieges ließ er sich freiwillig zum Heeresdienst einziehen, musste jedoch wegen Krankheit wieder ausscheiden. Die wenigen gesammelten schrecklichen Kriegseindrücke ließen ihn trotzdem zum Pazifisten werden. Er nutzte die geschenkte Zeit, um Vorlesungen bei dem geschätzten Hochschullehrer Adolf von Harnack zu hören. Nachdem Rackwitz seine theologischen Examen erfolgreich abgeschlossen hatte, wurde er am 2. Mai 1920 zum Pfarrer ordiniert. Zunächst wurde er an der sogenannten Ölberg-Kirche in Berlin als Hilfspfarrer eingestellt, aber schon im Jahr darauf ging er nach Thüringen und wurde in Möhrenbach zum Pfarrer der Gemeinde gewählt, wo er acht Jahre amtierte. In dieser Zeit – 1926 – trat er in die Sozialdemokratische Partei Deutschlands (SPD) ein. Angeregt durch einen Vortrag des religiös-sozialistischen Pfarrers Emil Fuchs trat auch er dieser Bewegung bei und gründete in Möhrenbach eine Ortsgruppe, die bei den Kirchenwahlen beachtliche Stimmerfolge erzielte. Es folgte ein kurzes Zwischenspiel als Pfarrer in Eisenberg, bevor er 1929 in Berlin-Neukölln Pfarrer an der Philipp-Melanchthon-Kirche wurde. Dem war der sogenannte „Neuköllner Kirchenstreit“ vorausgegangen, der zunächst seine Anstellung dort behinderte, bis der preußische Kultusminister Adolf Grimme sein Wort für ihn in die Waagschale warf. Seither gehörte Rackwitz zu den Mitgliedern des Bundesvorstands des Bundes religiöser Sozialisten (BRS) und entfaltete auch eine rege Vortragstätigkeit gegen den aufkommenden Nationalsozialismus. Auch seine eigene Partei kritisierte er fortwährend und setzte sich auch für eine Distanzierung des BRS von der SPD ein. Unzufrieden mit den halbherzigen Beschlüssen seiner Partei gab er damals seine Stimme bei Wahlen immer der Kommunistischen Partei Deutschlands (KPD), wie Ulrich Peter schreibt. Wegen seiner Vorträge als Kriegsgegner erfuhr er auch von kirchenleitender Seite wiederholt Kritik. Das lag u. a. daran, dass er die heimlich Unterstützung von NS-Organisationen wie der Sturmabteilung (SA) wie auch militaristischer Bünde wie dem Stahlhelm, Bund der Frontsoldaten durch einflussreiche Kirchenkreise kritisierte. Rackwitz bekleidete zahlreiche Ämter innerhalb des Bundes. Im November 1932 war er Organisationsleiter des Bundes für die preußischen Kirchenwahlen. Er hatte den Landesvorsitz in Preußen inne und war zeitweise auch Leiter der „Bruderschaft sozialistischer Theologen“. Versuche von DC-Seite, ihn aus der Gemeinde zu verdrängen, scheiterten jedoch.
Nach der Machtübertragung an die NSDAP 1933 beteiligte sich Rackwitz an illegalen Aktivitäten aus der Arbeiterschaft. Verfolgten gewährte er Schutz in seinem Pfarrhaus. Er betreute auch Familien von Personen, deren Angehörige bereits in KZ oder Zuchthäuser verbracht wurden. Dazu gehörte u. a. auch die Tochter von Ernst Schneller, die er in seine Familie aufnahm. 1935 wurde Rackwitz Mitglied der Bekennenden Kirche (BK). Ab 1936 gehörte er auch dem Pfarrernotbund an, auch wenn er nicht alle seine Grundsätze für richtig hielt. Wenn er predigte, wurden seine Äußerungen von Gestapoagenten mitgeschrieben. In der Folgezeit wurde er mehrfach kurzzeitig verhaftet – auch weil er verfolgten Juden zur Flucht verholfen hatte.
Nachdem er Ernst von Harnack, einen der Männer des 20. Juli 1944 versteckt hatte, wurde er selbst inhaftiert und am 2. Dezember 1944 in das KZ-Dachau überstellt, wo er dem Pfarrerblock zugewiesen wurde. Hier erlebte er 1945 seine Befreiung.
Als die NS-Herrschaft beseitigt war, kehrte er nach Berlin zurück. Er gründete in seinem Wohnbezirk den „Arbeitskreis Religiöser Sozialisten“ (ARS), der aber wegen Rackwitz’ KPD-Nähe von kirchlich und politisch-konservativen Kreisen beargwöhnt wurde. Im April 1946 trat er mit wenigen sozialdemokratischen Genossen in die Sozialistische Einheitspartei Deutschlands (SED) ein, während die Mehrheit bei der SPD Neukölln blieb. Trotz Widerständen aus kirchlichen Kreisen konnte er sein Pfarramt behalten, wofür sich sogar Bischof Otto Dibelius einsetzte. Aber zusammen mit anderen Geistlichen wie dem Theologen Erich Hertzsch trat er 1952 aus der SED aus, weil er deren kulturpolitischen Rigorismus ablehnte. Auch das autoritäre Parteiregime fand seine Missbilligung.
Von 1946 bis 1962 war Arthur Rackwitz Mitglied der Provinzialsynode Berlin-Brandenburg. In seinen letzten Dienstjahren konzentrierte er sich aber mehr auf seine Gemeindetätigkeit und hielt sich aus der Öffentlichkeit mit politischen Äußerungen zurück.
Rackwitz war verheiratet mit Ehefrau Charlotte, die ihm auch im Kirchenkampf treu zur Seite gestanden hat.
Ihre Kinder sind Ilse Rackwitz, verheiratete Radatz und Günther Rackwitz, gefallen mit 17 Jahren in den letzten Kriegsmonaten 1945.

## Veröffentlichungen
- Christ und Sozialist zugleich, Hamburg : Reich, 1976
- Christliches Bekenntnis zum Sozialismus, [Berlin] : Sozialistische Einheitspartei Deutschlands, [19]46
- Der Marxismus im Lichte des Evangeliums, Berlin : Allg. Dt. Verl., 1948
- Arbeitskreis religiöser Sozialisten, in: Die große Not [Sammelbroschüre], Meisenheim / Glan 1947